# گلن اشبی
گلن اشبی (انگلیسی: Glenn Ashby؛ زادهٔ ۱ سپتامبر ۱۹۷۷) قایقران قایق بادبانی اهل استرالیا است.